# Акведук (картина Сезанна)
«Акведук» (фр. La Montagne Sainte-Victoire et viaduc du côté de Valcros) — картина французского художника Поля Сезанна из собрания Государственного музея изобразительных искусств имени А. С. Пушкина в Москве.

## История
Картина была приобретена в 1906 году московским купцом и коллекционером Сергеем Щукиным у Амбруаза Воллара в Париже. В доме Щукина в Большом Знаменском переулке в Москве работа предстала эталонным примером пейзажной концепции Сезанна — ведь в галерее было всего два его пейзажа, причём второй, «Гора Св. Виктории» (1906), написан уже в иной, поздней экспрессивной манере.
После Октябрьской революции в 1918 году собрание Щукина было национализировано, и эта картина среди прочих оказалась в Государственном музее нового западного искусства. В коллекции Сергея Щукина картину именовали «Гора Св. Иоанна»; в ГМНЗИ название позже сменилось на также не совсем верное — «Акведук». После расформирования музея в 1948 году на фоне борьбы с «космополитизмом» и «низкопоклонством перед Западом» картина была передана в Государственный музей изобразительных искусств имени А. С. Пушкина. 

## Описание
Полотно представляет собой прекрасную композицию: ветви деревьев скрывают от зрителя просторную долину реки Арк, в которой можно разглядеть очертания железнодорожного моста и на удалении часто появляющаяся на полотнах Сезанна гора Святой Виктории.
«Перед нами построение пейзажа, напоминающее античный храм: оранжевая земля, расстилающаяся как фундамент, древесные стволы, встающие подобно лёгким колоннам, и масса зелени, возглавляющая картину своей густолиственной сенью, словно фронтон», — писал об этой картине русский критик Яков Тугендхольд, подчёркивая классическую структуру композиции.